# Communauté rurale de Bonconto
La communauté rurale de Bonconto est une communauté rurale du Sénégal située au centre-sud du pays. 
le 1ere PCR Président du communauté rural est OUMAR SABALY DIT oumar Gano.
Après la réforme des arrondissement en Mairie.
le 1er Maire fut Cherif Habibe Aidara .Ce dernier est décédé à la suite de la contamination du covid-19.
l'actuel Maire est Ibrahima Diao élu en 2022.
à Bonconto les noms dominants c'est les SABALY suivi des Balde .
Elle fait partie de l'arrondissement de Bonconto, du département de Vélingara et de la région de Kolda.

## Villages
les villages d'alentours sont: 
-bonconto Fouta 
-teyel
- mandonkou

-sinthian aliou
-sinthian djideré
-sinthian yowrou
-pakinia
- Darou Hidjiratou

les vil

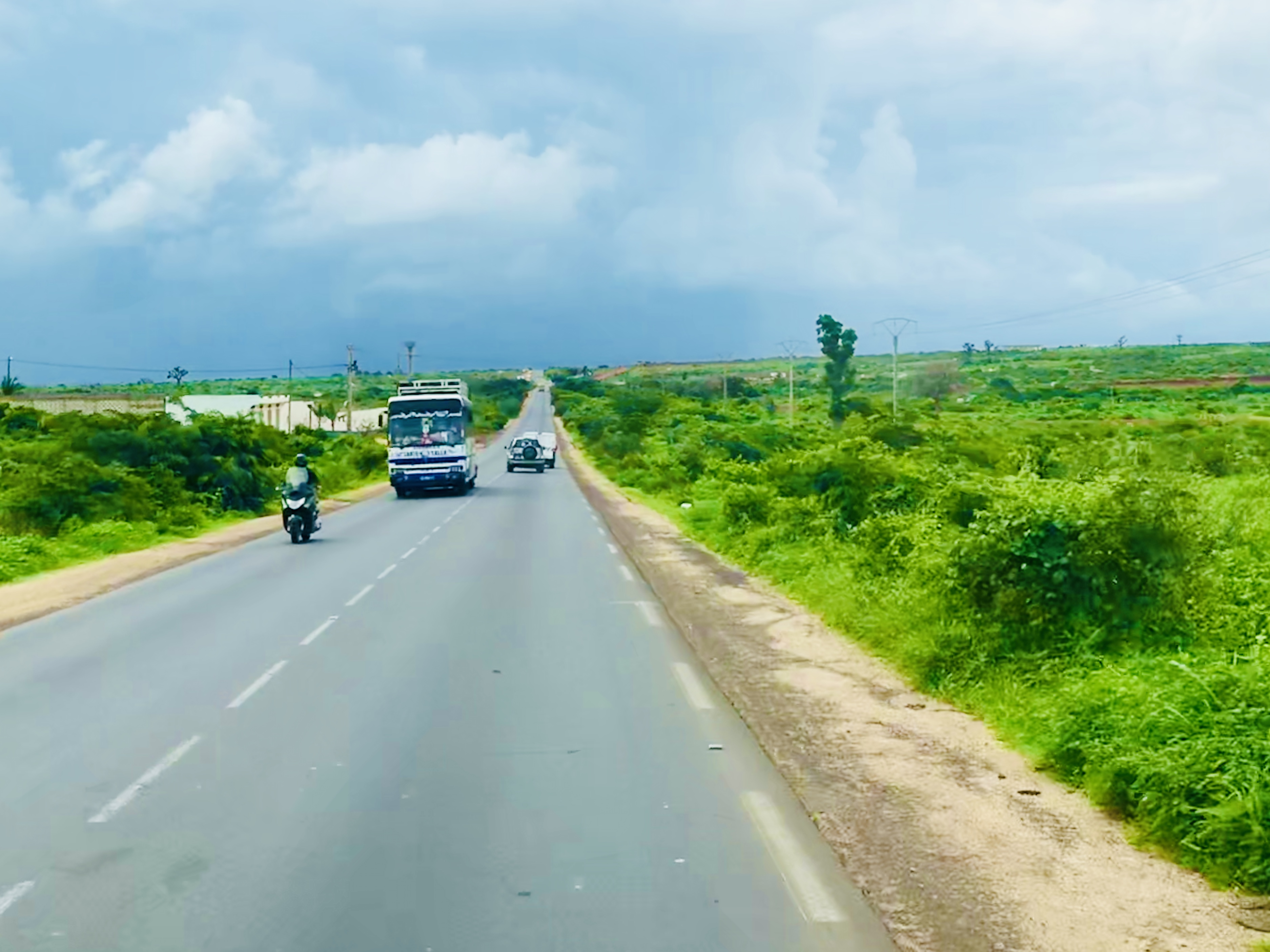

Darou Hidjiratou est important parce qu’il est le lieu où est enterré Cherif Alassane Aidara, un grand mystique spirituel de la tariqa tijaniya. Le village de Darou Hidjiratou est également le lieu de naissance de Cherif Mohamed Aly Aidara, chef religieux chiite et président fondateur de l’ONG Institut Mozdahir International (IMI). Lui-même fils de Cherif Alassane Aidara, ainsi que son frère Cherif Habib Aidara maire de la commune de Bonconto.
Zonage de la communauté rurale:
| Zone             | Villages-centres | Population (2010) | Nombre de villages | Villages polarisés |
| ---------------- | ---------------- | ----------------- | ------------------ | --- |
| Bonconto         | Bonconto         | 2,670             | 11                 | Bonconto, Bonconto Fouta, Darou Salam Djidéré, Téyel Pakane, Diyabougou, Fodé, Mandounka Kaly, Kéréwane Pakane, Koundara Kaba, Mounting Hamady, Nétéré Pakane, Kaél Béssel |
| Bantancountou    | Bantancountou    | 1,197             | 5                  | Bantancountou, Darou Salam Sedou, Thiancoung, Kodionté, Sahatou |
| Saré Bossédie    | Saré Bossédie    | 448               | 5                  | Saré Bossédie, Mampatéyel, Pakane, Bandiangara, Patim Couta Pakane |
| Darou Hidjiratou | Darou Hidjiratou | 2,925             | 8                  | Darou Hidjiratou (Darou Idjiratou), Amanatoulaye, Fass, Afia, Pakinia Sinthiang, Pakinia Maoundé, Hamdalaye Koula, Moundou Sankoulé                                        |
| Thiomolock       | Thiomolock       | 1,076             | 6                  | Thiomolock Tombong, Thiomolock Diam, Saré Yéro Bouly, Sinthiang Baïlo, Hamdallye Barka, Sinthiang Guélladio                                                                |

## Demographie
Données démographiques de la communauté rurale de Bonconto:
- 9 688 personnes (année 2010)
- 5 416 personnes (année 1988)

9 groupes ethniques ont été dénombrés en 2010, les Peuls constituant la majeure partie de la population:
- Peul (95%)
- Mandingue (1%)
- Bassari (1%)
- Bambara (1%)
- Groupes ethniques restants : Koniagui, Diola, Mandiack, Diankhanké, Koroboro

## Flore
Espèces végétales dominantes:
| Famille         | Nom local    | Nom scientifique         | Tendance |
| --------------- | ------------ | ------------------------ | -------- |
| Anacardiaceae   | Cingol       | Lanea aciba              | commun   |
| Anacardiaceae   | Yalagi       | Anacarium occidentale    | commun   |
| Anacardiaceae   | Mangojé      | Mangifera indica         | commun   |
| Apocynaceae     | Lammude      | Saba senegalensis        | moyenne  |
| Bombacaceae     | Bohé         | Adansonia digitata       | commun   |
| Bombacaceae     | Johé         | Bombax costatum          | commun   |
| Caesalpiniaceae | Barkéjé      | Piliostigma reticulatum  | commun   |
| Caesalpiniaceae | Céwee        | Daniela olivei           | moyenne  |
| Caesalpiniaceae | Duudé        | Cordyla pinata           | moyenne  |
| Caesalpiniaceae | Doolé        | Detarium microcarpum     | commun   |
| Caesalpiniaceae | Linguédié    | Afzelia africana         | moyenne  |
| Caesalpiniaceae | Taadé        | Tamarindus indica        | moyenne  |
| Caesalpiniaceae | Bosé         | Casia siberiana          | commun   |
| Combretaceae    | Boodé        | Terminalia macroptera    | commun   |
| Combretaceae    | Doogué       | Combretum gluthosum      | commun   |
| Combretaceae    | Tadde        | Combretum micrantum      | moyenne  |
| Combretaceae    | Elooko       | Guera senegalensis       | commun   |
| Fabaceae        | Kulkulé      | Piricopsis laxiflora     | rare     |
| Loranthaceae    | Sotojé       | Englerina legardi        | moyenne  |
| Meliaceae       | Kahé         | Khaya senegalensis       | moyenne  |
| Meliaceae       | Neem         | Azadirachta indica       | moyenne  |
| Mimosaceae      | Burli        | Dichrostachys glomerata  | moyenne  |
| Mimosaceae      | Nete         | Parkia biglobosa         | rare     |
| Moraceae        | Ceekeejé     | Ficus gnaphalocarpa      | commun   |
| Poaceae         | Kewé         | Oxytenanthera abyssinica | rare     |
| Poaceae         | Waba         | Andropogon gayanus       | rare     |
| Poaceae         | Taadé        | Phragmites vulgaris      | rare     |
| Sterculiaceae   | Heedé        | Sterculia setigera       | commun   |
| Rhamnaceae      | Jaabi        | Zizyphus mauritania      | rare     |
| Rubiaceae       | Koylé        | Mitragyna inermis        | moyenne  |
| Cycadaceae      | Teegneeje    | Elaeis guineensis        | rare     |
| Ebenaceae       | Nelbi        | Diospyros mespiliformis  | moyenne  |
| Euphorbiaceae   | Sambel gorel | Securinega virosa        | rare     |

## Personnalités influentes
Darou Hidjiratou est important en tant que lieu de naissance d'une importante famille musulmane chiite au Sénégal, notamment,:
- Chérif Habibou Aïdara, le maire de la commune
- Cherif Mohamed Aly Aidara, fondateur de l'ONG Institut Mozdahir international (IMI) (frère de Chérif Habibou Aïdara)